# Leuleu Sangiran
Leuleu Sangiran är en kulle i Indonesien.   Den ligger i provinsen Aceh, i den västra delen av landet, 1 600 km nordväst om huvudstaden Jakarta. Toppen på Leuleu Sangiran är 162 meter över havet, eller 97 meter över den omgivande terrängen. Bredden vid basen är 4,0 km. Leuleu Sangiran ligger på ön Pulau Simeulue.
Terrängen runt Leuleu Sangiran är platt åt sydväst, men åt sydost är den kuperad. Havet är nära Leuleu Sangiran åt nordost.